# Russian Anonymous Marketplace
Russian Anonymous Marketplace (скор. RAMP) — російськомовний форум, що спеціалізувався на продажу різного роду наркотиків і психоактивних речовин в мережі «даркнет».
На 2017-й рік на сайті налічувалося понад 295,000 зареєстрованих користувачів.

Для доступу до сайту потрібно використання ескроу-рахунків і TOR, а багато функцій були запозичені у більш успішних даркнет-ринків, таких як Silk Road. Тим не менш велика частина угод відбувалася за межами сайту, з використанням повідомлень, що не підлягають реєстрації.
У 2017 році користувачі втратили можливість зайти на сайт, а в липні того ж року МВС РФ заявило про закриття майданчика.